# Film d'opéra
 (mai 2015).
Si vous disposez d'ouvrages ou d'articles de référence ou si vous connaissez des sites web de qualité traitant du thème abordé ici, merci de compléter l'article en donnant les références utiles à sa vérifiabilité et en les liant à la section « Notes et références ».
 Pour plus de détails, voir le corps de l'article.
Le film d'opéra est un genre de cinéma qui regroupe les œuvres cinématographiques qui portent à l'écran des œuvres lyriques : opéras, opéras bouffe, opéras comiques. Les films d'opéra sont des œuvres cinématographiques à part entière et doivent être distingués radicalement des représentations d'opéra filmées dans un théâtre.

## Histoire

### Les débuts en Allemagne
L'opéra et ses personnages intéressa déjà les grands réalisateurs du cinéma muet : Cecil B. DeMille, en 1915, puis Ernst Lubitsch, en 1918, réalisèrent chacun une Carmen qui reprenait, comme l'opéra de Bizet, la seule troisième partie de la nouvelle de Mérimée. Dès les débuts du cinéma parlant, de grands cinéastes s'intéressèrent au film d'opéra. Sorti en 1931, L'Opéra de quat'sous de Pabst (texte de Bertolt Brecht et musique de Kurt Weill) est plutôt une pièce de théâtre en chansons qu'un opéra. Le premier film d'opéra est donc La Fiancée vendue de 1932, réalisé par Max Ophüls d'après l'opéra de Smetana. Ce film très audacieux, qui contient déjà toutes les caractéristiques du cinéma d'Ophüls, traite très librement l'opéra original en mélangeant les parties chantées avec des parties improvisées par le fameux acteur bavarois Karl Valentin. On continua ensuite dans l'Allemagne d'avant-guerre à réaliser des films d'opéra, en privilégiant le répertoire léger.

### Le film d'opéra devient international
Après-guerre, avec les progrès techniques de l'enregistrement sonore, des films d'opéra sont réalisés un peu partout en Europe. En France, en Angleterre, en Italie ou en Suède, grâce aux possibilités offertes par les studios de télévision, on effectue plusieurs expériences intéressantes de réalisation. En Union soviétique sont produits des films de prestige illustrant les chefs-d'œuvre de l'opéra national : Vera Stroeva réalise des fresques puissantes sur les opéras de Moussorgski, tandis que Roman Tikhomirov opte, comme pour Aïda de Clemente Fracassi en Italie, pour des comédiens doublant les chanteurs. Après avoir réalisé un Fidelio à Vienne, Walter Felsenstein tourne dans les studios de la DEFA à Berlin-Est des adaptations de ses mises en scène de la Komische Oper. 
En 1975, le succès de La Flûte enchantée réalisé par Ingmar Bergman et la rigueur toute nouvelle apportée par Jean-Marie Straub et Danièle Huillet dans leur Moïse et Aaron renouvellent l'intérêt pour le film d'opéra. Avec un autre opéra de Schönberg, Du jour au lendemain, Straub et Huillet réalisent en 1996 le premier film d'opéra dans lequel tant l'orchestre que les chanteurs sont intégralement enregistrés en son direct. Les films produits par Gaumont à partir de 1979 rencontrent un grand succès grâce à l'idée de confier la mise à l'écran des opéras célèbres à des réalisateurs réputés (Joseph Losey, Hans-Jürgen Syberberg, Francesco Rosi, Luigi Comencini, Benoît Jacquot, etc.).

## Filmographie sélective
- La Fiancée vendue de Max Ophüls, 1932, opéra de Smetana[9]
- Rigoletto de Carmine Gallone, 1946, opéra de Verdi[10]
- Lucia di Lammermoor de Piero Ballerini, 1946, opéra de Donizetti[11]
- Le Barbier de Séville de Mario Costa, 1946, opéra de Rossini[12]
- La traviata de Carmine Gallone, 1947, opéra de Verdi[13]
- L'elisir d'amore de Mario Costa, 1947, opéra de Donizetti[14]
- Amours de clown de Mario Costa, 1948, opéra de Leoncavallo[15]
- La leggenda di Faust de Carmine Gallone, 1949, opéra de Boito[16]
- Il trovatore de Carmine Gallone, 1949, opéra de Verdi[17]
- La forza del destino de Carmine Gallone, 1950, opéra de Verdi[18]
- Aïda de Clemente Fracassi, 1953, opéra de Verdi[19]
- La Gioconda de Giacinto Solito (it), 1953, opéra de Ponchielli[20]
- Madame Butterfly de Carmine Gallone, 1954, opéra de Puccini[21]
- Boris Godounov de Vera Stroeva, 1954, opéra de Moussorgski[22]
- Le Souffle de la liberté de Clemente Fracassi, 1955, opéra de Giordano[23]
- Tosca de Carmine Gallone, 1956, opéra de Puccini[24]
- Fidelio de Walter Felsenstein, 1956, opéra de Beethoven[25]
- La Khovanchtchina de Vera Stroeva, 1958, opéra de Moussorgski[26]
- La Chauve-souris de Marcel Bluwal, 1965, opéra de Johann Strauss[27]
- Vol de nuit (Nattflyg) de Åke Falck (en), 1966, opéra de Dallapiccola
- La traviata de Mario Lanfranchi, 1968, opéra de Verdi[28]
- Lucia di Lammermoor de Mario Lanfranchi, 1971, opéra de Donizetti
- Barbe-bleue (Ritter Blaubart) de Walter Felsenstein, 1973, opéra d'Offenbach
- La Flûte enchantée d'Ingmar Bergman, 1975, opéra de Mozart
- Moïse et Aaron de Jean-Marie Straub et Danièle Huillet, 1975, opéra de Schönberg
- Don Giovanni de Joseph Losey, 1979, opéra de Mozart
- Pagliacci de Franco Zeffirelli, 1982, opéra de Leoncavallo
- Cavalleria rusticana de Franco Zeffirelli, 1982, opéra de Mascagni
- Parsifal de Hans-Jürgen Syberberg, 1982, opéra de Wagner
- La traviata de Franco Zeffirelli, 1983, opéra de Verdi
- Carmen de Francesco Rosi en 1984, opéra de Bizet
- Otello de Franco Zeffirelli, 1986, opéra de Verdi
- Macbeth de Claude d'Anna en 1987, opéra de Verdi
- La Bohème de Luigi Comencini, 1988, opéra de Puccini
- Boris Godounov d'Andrzej Żuławski, 1989, opéra de Moussorgski
- Tosca de Giuseppe Patroni Griffi, 1992, opéra de Puccini
- Madame Butterfly de Frédéric Mitterrand, 1995, opéra de Puccini
- Du jour au lendemain de J.-M. Straub et D. Huillet, 1996, opéra de Schönberg
- La traviata de Giuseppe Patroni Griffi, 2000, opéra de Verdi[29]
- Tosca de Benoît Jacquot, 2001, opéra de Puccini[30]
- La Flûte enchantée de Kenneth Branagh, 2006, opéra de Mozart[31]
- La Flûte enchantée de Florian Sigl (de), 2022, opéra de Mozart[32]